# Punctoribates grishinae
Punctoribates grishinae är en kvalsterart som beskrevs av Shaldybina 1977. Punctoribates grishinae ingår i släktet Punctoribates och familjen Punctoribatidae. Inga underarter finns listade i Catalogue of Life.